# لقد ذهبت النعمة (فلم)
غريس إز غون هو فيلم درامي أمريكي صدر عام 2007 ، من تأليف وإخراج جيمس سي. ستراوس ، في أول تجربة إخراجية له . يؤدي جون كوزاك دور أب يعجز عن إخبار ابنتيه بمقتل والدتهما ، الجندية في الجيش الأمريكي ، خلال خدمتها في العراق . في 25 يناير 2007 ، فاز الفيلم بجائزة الجمهور لأفضل عمل درامي في مهرجان صندانس السينمائي لعام 2007 .
تم إنتاج الفيلم بواسطة Plum Pictures و New Crime Productions و اشتراه هارفي وينشتاين لتوزيعه بواسطة شركة وينشتاين . أعلن وينشتاين عن خططه لإطلاق حملة لجوائز الأوسكار نيابة عن كيوزاك .  وهو الفيلم الوحيد الذي كتب موسيقاه كلينت إيستوود ولم يخرجه .

## الحبكة
ستانلي فيليبس ، جندي مخضرم في منتصف العمر يعيش في شيكاغو ، يعتني بابنتيه ، هايدي ( 12 عامًا ) وداون ( 8 أعوام ) ، بينما تخدم زوجته غريس في العراق . في صباح أحد الأيام ، زاره ضابطان في الجيش و أخبراه بمقتل غريس في معركة .
في حالة صدمة ، يخشى ستانلي إخبار بناته بوفاة والدتهن . عندما يعودن من المدرسة ، يحاول اصطحابهن لتناول العشاء و إخبارهن لاحقًا . لكنه يعجز عن ذلك ، فيقرر عفويًا اصطحابهن في رحلة برية إلى " الحدائق الساحرة "، وهي مدينة ملاهي في فلوريدا كانت الفتيات يرغبن في زيارتها .
في ذلك المساء ، اتصل ستانلي بمنزلهم ليسمع صوت غريس على جهاز الرد الآلي . في صباح اليوم التالي ، وصلوا إلى منزل والدته ، التي كانت غائبة . لكن بدلًا من ذلك ، وجدوا شقيق ستانلي الأصغر ، جون . شجع ستانلي الثلاثة على الخروج لتناول الغداء . أثناء غيابهم ، انهار أخيرًا و بكى حتى غلبه النعاس . عند عودته ، تلقى جون اتصالًا من صديق للعائلة يُعرب عن تعازيه في وفاة غريس . واجه شقيقه بغضب ، مُطالبًا إياه بمعرفة سبب عدم إخباره الفتيات أو أي شخص آخر . اندفع ستانلي مسرعًا ، مؤكدًا أنه سيفعل ذلك في النهاية .
غادر الثلاثي ، وفي وقت لاحق من ذلك اليوم ، أقاموا في فندق صغير . وبينما كان ستانلي خارج الغرفة ، اتصلت هايدي بمدرستها لإبلاغهم أنها و داون ستغيبان لبضعة أيام . لاحظت هايدي تعاطف مديرها معها على غير العادة . في عصر اليوم التالي ، في محطة وقود ، اتصل ستانلي بجهاز الرد الآلي مرة أخرى ، تاركًا رسالة يقول فيها إنه تمنى لو كان هو من تم إرساله إلى الخدمة العسكرية بدلًا من غريس . سألت هايدي من كان يتحدث إليه ، فازدادت شكوكها بعد أن أخبرها ستانلي أنه كان يتحدث إلى معلمتها في المدرسة .
في ذلك المساء ، وصل الثلاثة إلى الحدائق المسحورة . في فندقهم ، اتصلت هايدي بالمنزل وسمعت رسالة ستانلي إلى غريس ، مما زاد من شكوكهم . في اليوم التالي ، أمضى الثلاثة وقتهم في الحديقة ، يستمتعون بأوقاتهم منذ رحيل غريس إلى العراق . تردد ستانلي في المغادرة لعلمه أنه سيُخبرهم بوفاة غريس . اصطحب الفتيات إلى شاطئ قريب ، وأخيرًا أبلغهن بوفاة غريس . احتضنها الثلاثة وحزنوا عليها مع غروب الشمس .
تكتب هايدي تأبينًا وتقرأه بصوت عالٍ في جنازة غريس . المشهد الختامي للفيلم هو لستانلي و هايدي و داون عند قبرها .

## طاقم التمثيل
- جون كوزاك في دور ستانلي فيليبس
- أليساندرو نيفولا في دور جون فيليبس
- جرايسي بيدناركزيك في دور داون فيليبس
- شيلان أوكيف بدور هايدي فيليبس
- دانا لين جيلهولي في دور جريس فيليبس
- ماريسا تومي في دور امرأة في حمام السباحة
- ماري كاي بليس كامرأة في جنازة

## الانتاج
في مايو 2006 ، أُعلن عن مشاركة كوزاك و ماريسا تومي في بطولة الفيلم ، كما شارك كوزاك في الإنتاج .  تم التصوير في المقام الأول في شيكاغو ، إلينوي واستمر لمدة ستة أسابيع .  تم تصوير مشاهد الحدائق المسحورة في حدائق سيبرس في وينتر هافن، فلوريدا . 

## اصدار الفلم
عُرض الفيلم لأول مرة في 20 يناير 2007 ، في مهرجان صندانس السينمائي ،  وفاز بجائزة الجمهور و جائزة والدو سولت لكتابة السيناريو .  فازت شركة وينشتاين في حرب المزايدة على الفيلم ، ودفعت 4 ملايين دولار مقابل حقوق التوزيع .  علق هارفي وينشتاين بأنه يريد إطلاق حملة أوسكار للفيلم ، قائلاً : " إنه بالتأكيد إصدار في موسم جوائز الأوسكار في أكتوبر / نوفمبر . حان دور كوزاك ."  
تمت إعادة تأليف موسيقى الفيلم ، والتي قام بها في الأصل ماكس ريختر ،   بواسطة كلينت إيستوود ، الذي عرض تأليف موسيقى جديدة بعد مشاهدة الفيلم .  تمت إضافة موسيقى إيستوود إلى الفيلم قبل عرضه لأول مرة في مهرجان نيويورك السينمائي في سبتمبر 2007 . 
عُرض الفيلم أيضًا في مهرجان تيلورايد السينمائي ، ومهرجان دوفيل للسينما الأمريكية في فرنسا ،  ومهرجان تورنتو السينمائي الدولي ، ومهرجان سافانا للأفلام و الفيديو ،  و مهرجان ستارز دنفر السينمائي ،  ومهرجان سانت لويس السينمائي الدولي ، ومهرجان خيخون السينمائي الدولي في إسبانيا .  وافتتح الفيلم مهرجان ثري ريفرز السينمائي لعام 2007 في بيتسبرغ ، بنسلفانيا . 

### شباك التذاكر
تم عرض فيلم Grace Is Gone في إصدار محدود في الولايات المتحدة في 7 ديسمبر 2007 ، حيث عُرض في 4 مسارح .  وكان أوسع إصدار له في سبعة مسارح فقط ، حيث حقق إيرادات بلغت 50899 دولارًا أمريكيًا محليًا .  
وقد نُسب الأداء الضعيف لشباك التذاكر إلى نقص الترويج من شركة وينشتاين ، والذي افترض بعض الصحفيين أنه كان بسبب عمليات شباك التذاكر المخيبة للآمال لأفلام أخرى متعلقة بحرب العراق ، مثل في وادي إيلاه وأسود للحملان .    قال ستراوس ، " بحلول الوقت الذي أصدروه فيه ، كنا في نهاية سلسلة إخفاقات أفلام حرب العراق ولم تبذل الشركة الكثير لمحاولة تمييزنا عن البقية " 

### التقيم النقدي
على موقع تجميع المراجعات " روتن توميتوز " ، حصل الفيلم على نسبة موافقة 63% بناءً على 73 مراجعة . وجاء في إجماع النقاد على الموقع : " فيلم " غريس إز غون " يُمثل نقلة نوعية عن سلسلة أفلام دراما حرب العراق الحالية ، وهو تصوير مؤثر ودقيق للحزن و الشفاء "  وعلى موقع ميتاكريتيك ، حصل الفيلم على متوسط تقييم 65 من 100 بناءً على 18 مراجعة ، مما يشير إلى مراجعات " إيجابية بشكل عام ". 
أُشيد بأداء كوزاك ، و وصفه النقاد بأنه " بعيد كل البعد عن الأدوار المرحة و المرحة المعتادة " التي يؤديها .    كتب ستيفن هولدن من صحيفة نيويورك تايمز أن " هذا الفيلم القصير والعاطفي الذي يتناول الأبوة المعاصرة في زمن الحرب يُحقق توازنًا دقيقًا ".  وكتب ميك لاسال من صحيفة سان فرانسيسكو كرونيكل " يصور جانبًا من حرب العراق ، وهو الجبهة الداخلية الأمريكية ، لم يُتطرق إليه إلا نادرًا في أفلام حرب العراق الأخرى "، ورغم أن الفيلم محايد سياسيًا ، إلا أن الجمهور " سيخرج من التجربة متأثرًا و متأثرًا " بغض النظر عن آرائهم حول الحرب .  وأضاف أن " مشاهد أوكيف مع كوزاك تُشكل جوهر الفيلم . إنها صورة جميلة لفتاة في الثانية عشرة من عمرها تُحب و الدها لكنها بدأت للتو في تجاوزه ، وفهمه كشخص لا كإله ". 
منح روجر إيبرت الفيلم ثلاثة أرباع نجوم ، وكتب أن " القصة بطيئة بعض الشيء... مع أننا نعرف وجهتهما وما سيحدث عند وصولهما [ إلى مدينة الملاهي ] . كما تم تجاهل المواجهة السياسية المحتملة بين الأخوين ببراعة شديدة لدرجة أن الفيلم ، رغم أنه ربما يكون مناهضًا للحرب ، لم يُعلن عن نفسه صراحةً . كل ما لدينا هو أب فقد زوجته وابنتان فقدتا والدتهما . الطريقة التي يتعامل بها كوزاك مع هذا الأمر كافية " 
أشارت المزيد من المراجعات النقدية إلى تلاعب الفيلم و رفضه تقديم بيان أكبر عن الحرب .  علّقت إليزابيث ويتزمان من صحيفة ديلي نيوز قائلةً : " هذا فيلم يُلقي حتى الانتقادات المناسبة من مسافة آمنة ، وهو عيب لا تستطيع نقاط قوته التغلب عليه "  وعن الممثلات الشابات ، قالت ويتزمان : " غرائز بيدنارتشيك الفطرية تُخجل معظم مُمثلات هوليوود المُبرمجات ، و تُظهر أوكيف ، ذات التأثير الهادئ ، موهبةً حقيقية . يُعبّرن عن ارتباكٍ صادقٍ أقوى باستمرار من سياسات الأبيض و الأسود ( أو الأحمر و الأزرق ) التي تُقسّم الفيلم حولهن ."  كتبت ليزا شوارزباوم من صحيفة إنترتينمنت ويكلي أن شخصية ستانلي بدت غير مُكتملة .  

## الجوائز و الترشيحات
حازت موسيقى الفيلم على ترشيحين لجائزة غولدن غلوب من جمعية هوليوود للصحافة الأجنبية في حفل توزيع جوائز غولدن غلوب الخامس والستين . رُشِّح كلينت إيستوود لجائزة أفضل موسيقى تصويرية ، بينما رُشِّحت أغنية " Grace is Gone " التي لحنها إيستوود و كلمات كارول باير ساغر لجائزة أفضل أغنية أصلية . كما فازت بجائزة ساتالايت لأفضل أغنية في حفل توزيع جوائز ساتالايت الثاني عشر . 

## روابط خارجية
- لقد ذهبت النعمة  في قاعدة بيانات الأفلام على الإنترنت (بالإنجليزية)
- Grace Is Gone في روتن توميتوز.

- Grace Is Gone في موقع بوكس أوفيس موجو.
- Grace Is Gone at Sundance.org